# Bathymicrops regis
Bathymicrops regis – gatunek ryby głębinowej z rodziny Ipnopidae.

## Charakterystyka
Ryby tego gatunku osiągają 11,7 cm standardowej długości. Odżywiają się małymi bentosowymi skorupiakami.

## Występowanie
Występuje w Oceanie Atlantyckim na głębokościach 4250–5700 m, od 36° N do 37° S i od 73° W do 22° E. Uważany jest za gatunek rzadki.  Obserwowany był w naturze.